# Oskar Nedbal
Oskar Nedbal (26 de marzo de 1874 - 24 de diciembre de 1930) fue un violinista checo, compositor y director de música clásica.

## Biografía
Nedbal nació en Tábor, en el sur de Bohemia. Estudió violín en el Conservatorio de Praga a las órdenes de Antonín Bennewitz. Fue el director principal de la Orquesta Filarmónica Checa de 1896 a 1906, y fue miembro fundador del Cuarteto de cuerda de Bohemia.
Aunque era un gran admirador de Antonín Dvořák, de quien fue discípulo, Nedbal admiró a otros compositores a los que rindió homenaje. Por ejemplo, en su composición de 1910, Pieza romántica op. 18 para violonchelo y piano, Nedbal inserta hábilmente el tema "¡Ah, vous dirai-je, Maman!",  anteriormente usado por Mozart en una de sus más famosas composiciones pianísticas. 
En la gran novela Die Dämonen (Los demonios) (1956) de Heimito von Doderer, cuya acción se desarrolla en la Viena del periodo entre guerras, el vals de su ballet Hans der Faule se interpreta en el piano en un momento clave por uno de los personajes.
Sus trabajos incluyen una ópera, Sedlák Jakub (Ilusiones de un campesino) (1919-1920) y diversas operetas como Cudná Barbora (La casta Bárbara) (1910), Polenblut (Sangre polaca o La danzarina de Cracovia) (1913), Vinobraní (La novia  de la viña) (1916) o Krásná Saskia (La hermosa Saskia) (1917).
Debido a una deuda económica, Nedbal se suicidó saltando por una ventana del Teatro de la Ópera de Zagreb el 24 de diciembre de 1930.